# Telavivské muzeum umění

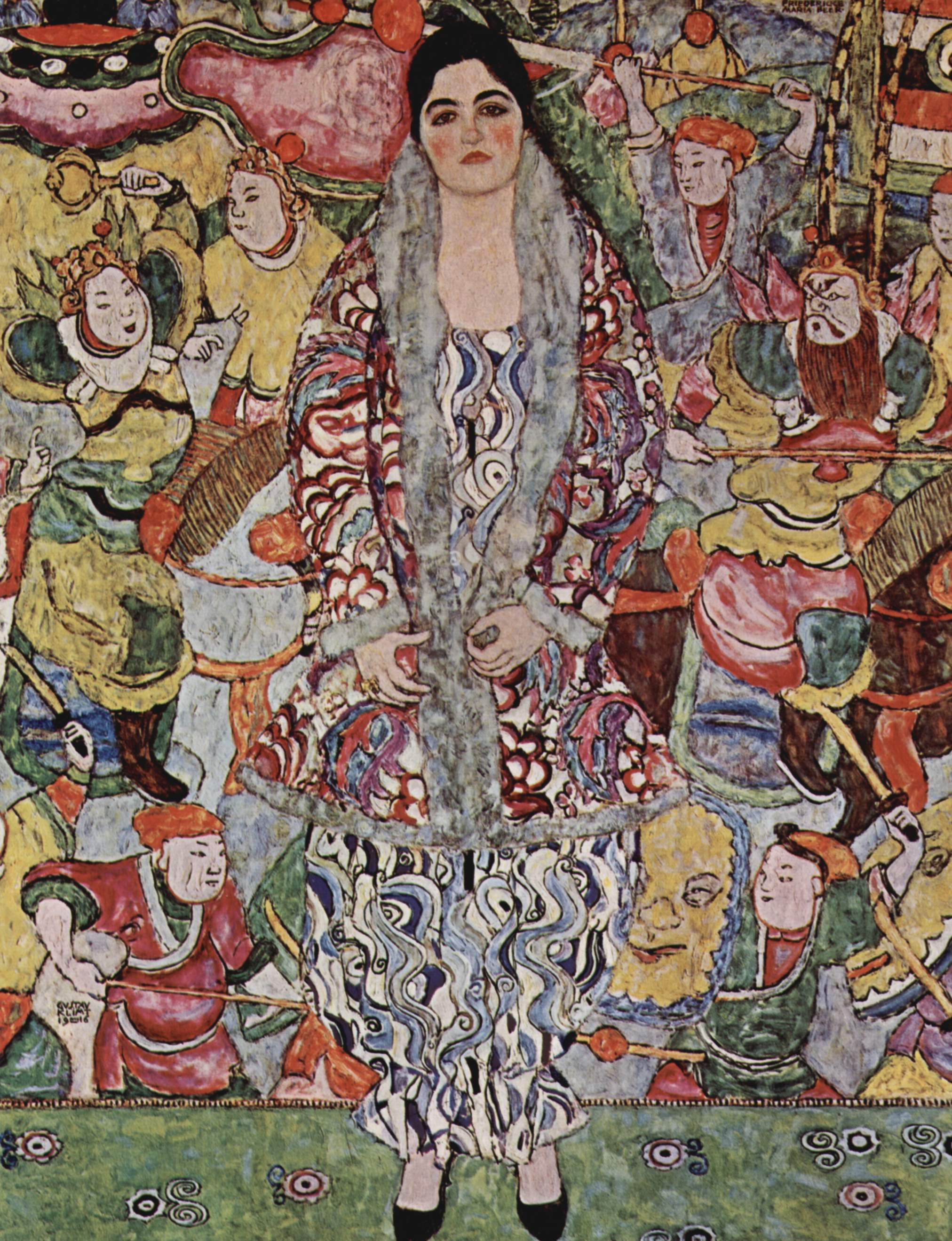
Gustav Klimt, Portrét Friederiky Marie Beer, (1916)

Telavivské muzeum umění bylo založeno v roce 1932 v domě prvního telavivského starosty Me'ira Dizengoffa v Tel Avivu. Ve stejné budově pak byla v roce 1948 podepsána izraelská deklarace nezávislosti a v současnosti se označuje jako Hala nezávislosti. Na své současné místo, v ulici krále Saula, bylo muzeum přestěhováno v roce 1971.
Muzeum vlastní velké sbírky klasického a současného umění, zejména pak izraelského umění, zahradu se sochami a křídlo pro mládež.
Izraelská umělecká kolekce odráží historii umění britského mandátu a Izraele.

## Stálá kolekce

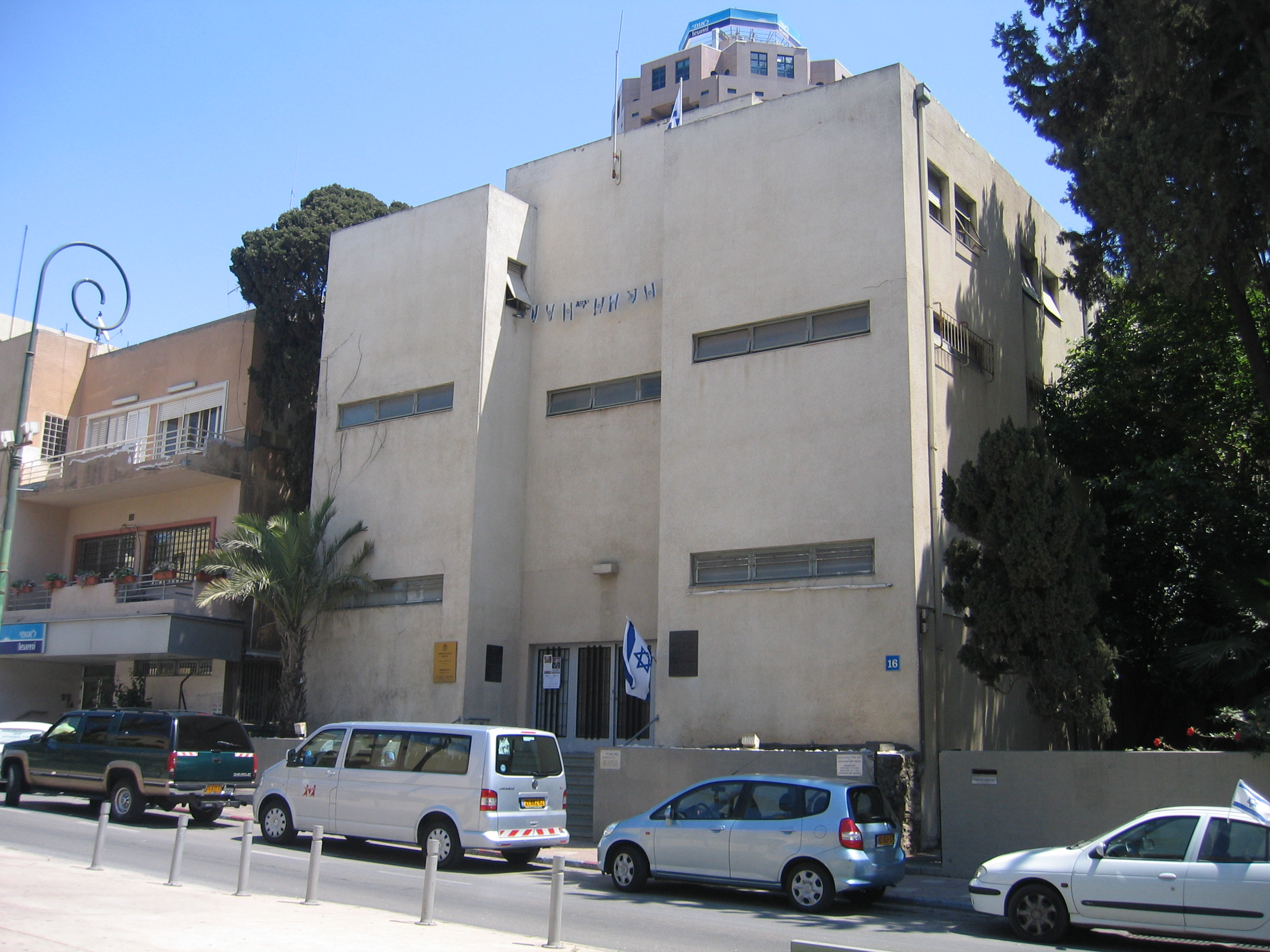
Hala nezávislosti, která byla sídlem Telavivského umění až do roku 1971

Muzejní kolekce představují některé z hlavních umělců první poloviny 20. století a mnoho hlavních směrů moderního umění v tomto období. Jedná se především o fauvismus, německý expresionismus, kubismus, futurismus, ruský konstruktivismus, De Stijlovo hnutí, surrealismus, francouzské umění od impresionismu a postimpresionismus po pařížskou školu, včetně děl od Chajima Soutina a klíčových děl Pabla Picassa z jeho modrého a neoklasického období, až po jeho pozdění období, a surrealistická díla Joana Miró.
V kolekci se nachází i díla několika moderních mistrů včetně Vincenta van Gogha, Clauda Moneta, Camille Pissara, Augusta Renoira, Paula Cézanna, Alfreda Sisleyho, Henri Edmonda Crosse, Pierra Bonnarda, Henri Matisse, Amedea Modiglianiho a Marca Chagalla.
Kolekce obsahuje několik mistrovských děl, včetně malby Friedericky Marie Beer z roku 1916 od rakouského malíře Gustava Klimta a Improvizaci V od ruského mistra Vasilije Kandinskijho.
Kolekce Peggy Guggenheim, darovaná v roce 1950, zahrnuje 36 děl abstraktních a surrealistických umělců, včetně Jacksona Pollocka, Williama Baziotese a Richarda Pousette-Darta, a surrealistická díla od Yves Tanguyiho, Roberto Matty a André Massona.
Sochy se nacházejí u vstupu do muzea a na vnitřní zahradě soch. Mezi umělce, jejichž sochy se nacházejí ve venkovní instalaci patří Arman, Zadok Ben David, Alexander Calder, Anthony Caro, Lynn Chadwick, Sandro Chia, Jicchak Danciger, Ja'akov Dorchin, Benni Efrat, Belu-Simion Fainaru, Dov Feigin, Pinchas Cohen Gan, Dan Graham, Emanuel Hacofe, Barbara Hepworth, Menaše Kadišman, Ofer Lellouche, Maja Kohen Levy, Jacques Lipchitz, Ju Ming, Motti Mizrachi, Henry Moore, Avraham Ofek, Chana Orloff, Buky Schwartz a Ossip Zadkine.

## Současná výstava
Kromě stálé kolekce muzeum hostí dočasné výstavy jednotlivých umělců a skupin, vždy týkající se jednoho tématu. V roce 2006 Telavivské muzeum umění hostilo například expozici Michala Rovnera s názvem „Pole“ s velkoplošnými filmovými díly a instalacemi, jež byly vystaveny v Benátkách a Paříži. Kromě toho hostilo i expozici s názvem „Stažení“ s fotografiemi i videi, které se týkaly stažení z Pásma Gazy a izraelské bariéry kolem Gazy. Tato výstava, která si vyžádala představit široké spektrum názorů, zahrnovala práci více než dvaceti umělců.

## Archiv izraelské architektury
Nový Archiv izraelské architektury bude otevřen v roce 2013